# بخش د نووئه دو خولیو
بخش د نووئه دو خولیو (به اسپانیایی: Partido de Nueve de Julio) یک منطقهٔ مسکونی در آرژانتین است که در استان بوئنوس آیرس واقع شده‌است. بخش د نووئه دو خولیو ۴٬۲۳۰ کیلومتر مربع مساحت و ۴۵٬۹۹۸ نفر جمعیت دارد.